# Donacidae
De zaagjes (Donacidae) zijn een familie van kleine, tweekleppige schelpdieren. De schelpen van deze weekdieren zijn glad en lichtelijk wigvormig, en hebben meestal een fijn getande onderrand. Zaagjes worden in vrijwel alle tropische en gematigde stranden aangetroffen. Verschillende soorten zijn voor de mens eetbaar. De familie wordt vertegenwoordigd door vier moderne geslachten, waarvan Donax het meest bekend is.
De zaagjes zijn productieve filtervoeders en vormen een belangrijk onderdeel van voedselketens in de kustwateren waar ze voorkomen. Ze kunnen zich snel ingraven in het zand. De soorten zijn gevoelig voor de kustindustrie en andere menselijke activiteiten die het bodemleven verstoren.

## Schelpkenmerken
Het zijn slanke, licht driehoekige schelpen. Ze zijn gelijkkleppig maar ongelijkzijdig, met de umbo's naar de achterkant toe geplaatst. Ze zijn glad en zeer glimmend. Elke klep heeft twee cardinale tanden. De voorste en achterste laterale tanden zijn eveneens aanwezig. De binnenrand van de schelpen is fijn gekarteld. De binnenkant van de schelp vertoont een duidelijke, diepe mantelbocht.

## Habitat
De dieren leven ingegraven in een zand- of modderbodem, dicht onder het bodemoppervlak, op middelmatig tot sterk geëxposeerde zandkusten. Ze houden zich bij voorkeur ter hoogte van de laagwaterlijn. Bij sterke branding worden ze soms vrijgewoeld maar kunnen zich dan door middel van hun voet snel weer ingraven. Sommige soorten bewegen zich binnen de getijdenzone verticaal over de kust. Langs de Italiaanse en Spaanse kusten wordt Donax trunculus veelvuldig gevist en op de vismarkten verkocht.

## Geslachten
Donacidae bestaat uit de volgende geslachten:
- Donax Linnaeus, 1758
- Egerella Stoliczka, 1870 †
- Galatea Bruguière, 1797
- Hecuba Schumacher, 1817
- Iphigenia Schumacher, 1817

## Soorten
Aan de Noordzeekusten van Nederland en Vlaanderen kan men de soorten Donax vittatus (Da Costa, 1778) (Zaagje; algemeen) en Donax variegatus (Gmelin, 1791) (Glad zaagje; zeldzaam) vinden.
Aan de Europese kusten kan men nog drie andere soorten vinden:
- Donax trunculus Linnaeus, 1758 - Stomp zaagje
- Donax venustus Poli, 1795
- Donax semistriatus Poli, 1795

Buiten Europa komen ook nog de volgende soorten voor:
- Donax bipartitus Sowerby, 1892 - Zuid-Afrikaans zaagje
- Donax californicus Conrad, komt voor van Californië tot Panama
- Donax denticulatus Linnaeus, 1758 - Fijngetand zaagje
- Donax rugosus Linnaeus, 1758 - Gekorreld zaagje
- Donax serra Dillwyn, 1817, komt voor in Zuid-Afrika
- Donax striatus Linnaeus, 1767 - Gestreept zaagje
- Donax variabilis Say, komt voor in het zuidoosten van de Verenigde Staten

## Afbeeldingen

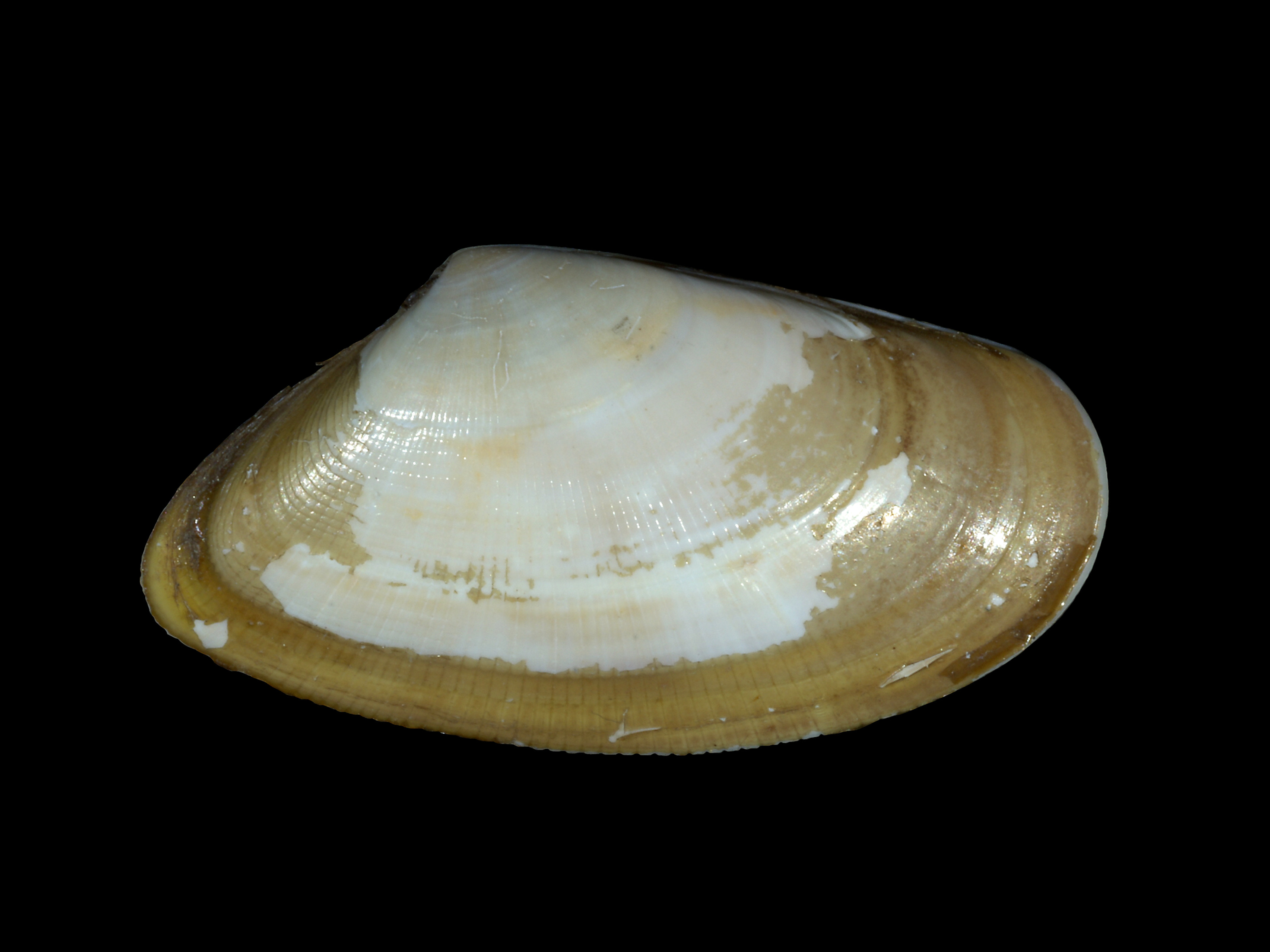
Zaagje (Donax vittatus)
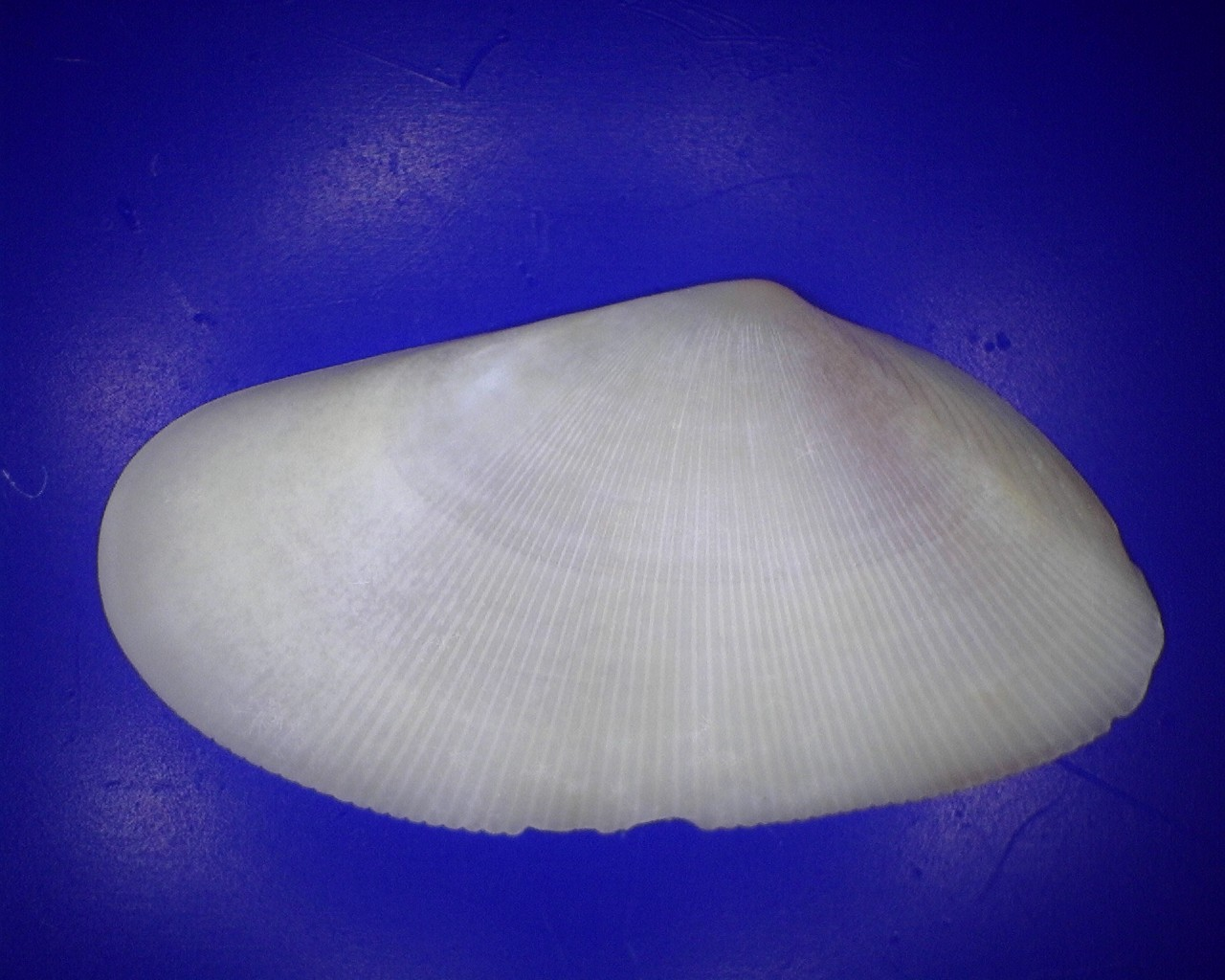
Donax venustus